# Xestocephalus jucundus
Xestocephalus jucundus är en insektsart som beskrevs av Rauno E. Linnavuori 1954. Xestocephalus jucundus ingår i släktet Xestocephalus och familjen dvärgstritar. Inga underarter finns listade i Catalogue of Life.